# Bhorole
Bhorole fou un petit estat tributari protegit de l'agència dels Estats Occidentals al Gujarat. Apareix esmentat el 1931 quan el talukdar local, Chuhan Pirdanji Gajsinhji, que depenia de Tharad, va demanar posar el seu domini sota directe dependència de l'agència.